# Calcutta ATP Challenger Tour 2014
Il Calcutta ATP Challenger Tour 2014 è stato un torneo professionistico maschile di tennis facente parte della categoria ATP Challenger Tour nell'ambito dell'ATP Challenger Tour 2014. È stata la 1ª edizione del torneo che si è giocato a Calcutta in India dal 10 al 16 febbraio 2014 su campi in cemento e aveva un montepremi di $50.000.

## Partecipanti singolare

### Teste di serie
| Nazionalità | Giocatore            | Ranking* | Testa di serie |
| ----------- | -------------------- | -------- | -------------- |
| Kazakistan  | Oleksandr Nedovjesov | 95       | 1              |
| India       | Somdev Devvarman     | 103      | 2              |
| Russia      | Evgenij Donskoj      | 130      | 3              |
| Giappone    | Gō Soeda             | 138      | 4              |
| Slovenia    | Blaž Rola            | 152      | 5              |
| Ucraina     | Illja Marčenko       | 162      | 6              |
| Moldavia    | Radu Albot           | 168      | 7              |
| Svizzera    | David Guez           | 170      | 8              |

- Ranking al 3 febbraio 2014.

### Altri partecipanti
Giocatori che hanno ricevuto una wild card:
- Somdev Devvarman
- Saketh Myneni
- Vishnu Vardhan
- Sanam Singh

Giocatori che sono passati dalle qualificazioni:
- Yang Tsung-hua
- Rui Machado
- Huang Liang-chi
- Chen Ti

## Vincitori

### Singolare
Ilija Bozoljac ha battuto in finale  Evgenij Donskoj con il punteggio di 6–1, 6–1

### Doppio
Saketh Myneni /  Sanam Singh hanno battuto in finale  Divij Sharan /  Vishnu Vardhan con il punteggio di 6–3, 3–6, [10–4]